# Anta da Arca
Die Anta de Arca (auch Anta do Espírito Santo d’Arca (deutsch Dolmen des Heiligen Geistes) oder Pedra dos Mouros (deutsch Stein der Mauren) genannt) ist eine Megalithanlage in Paranho de Arca, in der Gemeinde (Freguesia) Arca e Varzielas im Kreis (Concelho) Oliveira de Frades, in bis zu 1.075 Metern hohen Serra do Caramulo im Distrikt Viseu in Nordportugal. Die Anta liegt am nördlichen Ortsausgang von Paranha de Arca.
Anta, Mámoa, Dolmen, Orca und Lapa sind die in Portugal geläufigen Bezeichnungen für die ungefähr 5000 Megalithanlagen, die während des Neolithikums im Westen der Iberischen Halbinsel von den Nachfolgern der Cardial- oder Impressokultur errichtet wurden.

## Denkmalpflege
Die Anlage wurde bereits 1758 in einem Kirchenbuch beschrieben und 1898 durch José de Leite de Vasconcellos zeichnerisch dokumentiert. Eine archäologische Untersuchung der Fundstelle wurde 1921 durchgeführt.
Das Megalithgrab wurde 1910 als Monumento Nacional eingetragen und geschützt und liegt heute in einem Areal das als Picknick- und Spielplatz genutzt wird.

Anta da Arca
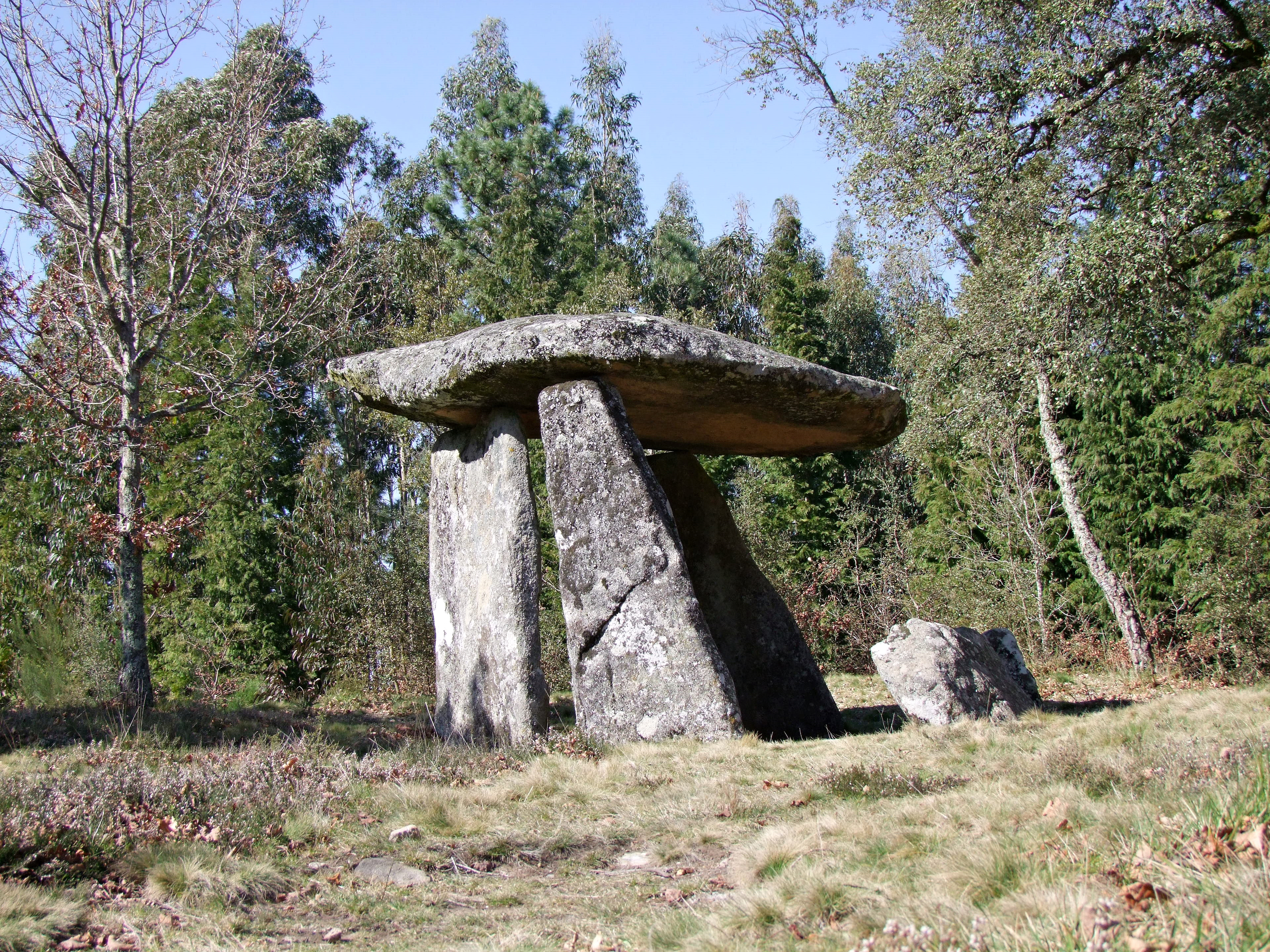
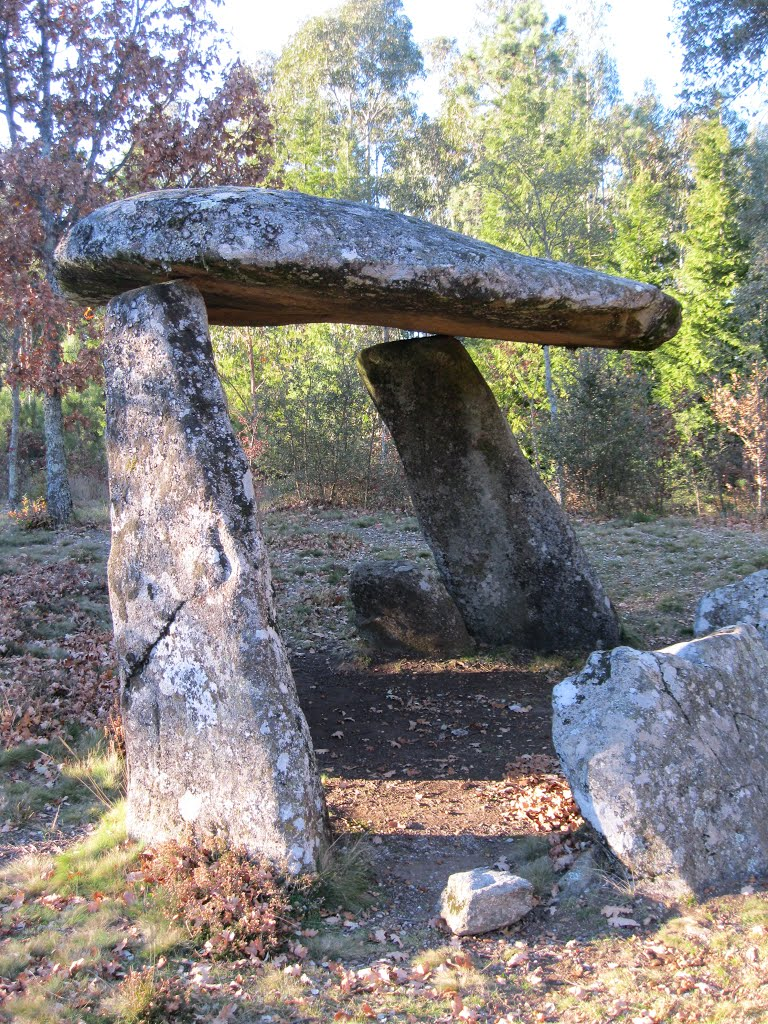
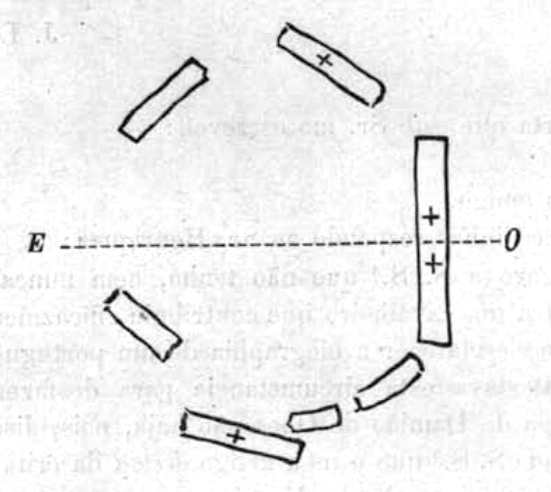

## Befund
Erhalten ist die polygonale Kammer mit einer Größe von etwa 4,5 × 3,75 m und einer Höhe von 2,65 m mit sieben erhaltenen Tragsteinen (Orthostaten) aus Granit. Davon sind drei noch in situ und tragen den Deckstein mit einer Größe von 4,2 × 3,2 m.
Der Schlussstein des Grabes ist genau nach Osten ausgerichtet.
Die 1921 durchgeführte archäologische Untersuchung erbrachte keinerlei Hinweise auf einen Gang oder Reste einer Überhügelung (Mámoa).

## Funde
Vermutlich war die Anta bereits antik beraubt, da die Grabung keine Funde erbrachte.

## In der Nähe

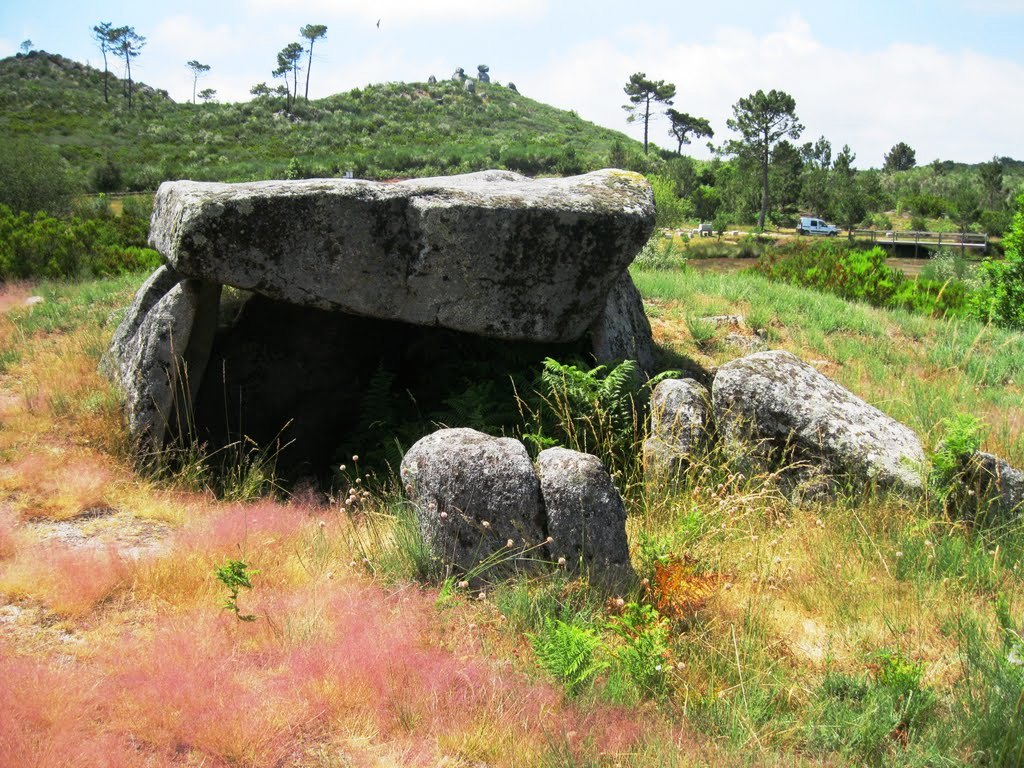
Dólmen da Lapa de Meruge

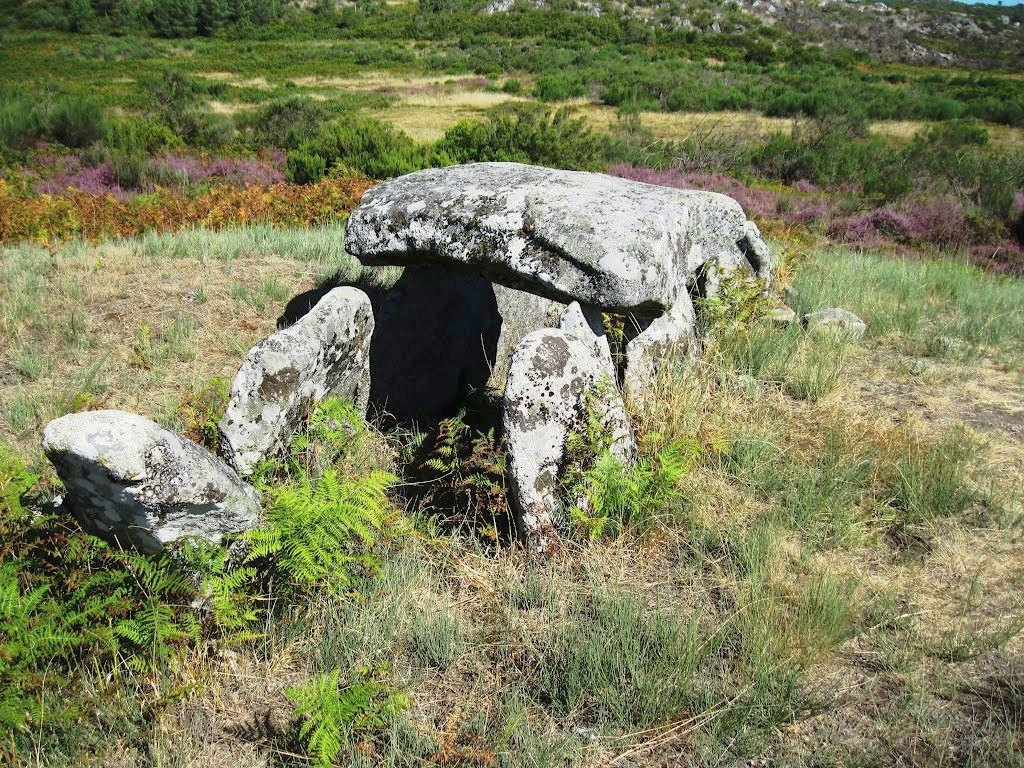
Dólmen da Malhada do Cambarinho

- Dólmen da Lapa de Meruge
- Dólmen da Malhada do Cambarinho
- Video der Lapa de Meruge